# جائزة ماليزيا الكبرى للدراجات النارية 2000
جائزة ماليزيا الكبرى للدراجات النارية 2000 هو سباق دراجات نارية أقيم بتاريخ 2 أبريل 2000 في حلبة سيبانغ الدولية. كان الجولة الثانية من أصل 16 في سباق الجائزة الكبرى للدراجات النارية موسم 2000. فاز الأمريكي كيني روبرتس جونيور بفئة 500 سي سي بينما جاء الإسباني كارلوس تشيكا في المركز الثاني وحصل على المركز الثالث الأسترالي غاري ماكوي.

## وصلات خارجية
- الموقع الرسمي